# 스튜어트 핀레이 맥레넌
스튜어트 핀레이 맥레넌(Stewart Finlay-McLennan, 1957년 9월 7일 ~ )은 오스트레일리아의 배우, 영화배우, 연극 배우, 텔레비전 배우이다.
브로큰힐에서 태어났다.

## 영화
- 프렙 스쿨 (2015년)
- 라스트 씬 이터 (2007년)
- 제인 도: 더 하더 데이 폴 (2006년)
- 인투 더 웨스트 (2005년)
- 알라모 (2004년)
- 내셔널 트레져 (2004년) - 포웰 역
- 서바이버 (1998년)
- 스포일러 (1997년)
- 질주 (1993년) - 루디 역
- 위기의 핵전선 (1990년)